# Lista över byggnadsminnen i Jönköpings län
Förteckning över byggnadsminnen i Jönköpings län.

## Aneby kommun
| Namn                                             | Ursprunglig funktion           | Byggår | Arkitekt | Plats    | Läge               | Anläggnings-ID | Bild                                    |
| ------------------------------------------------ | ------------------------------ | ------ | -------- | -------- | ------------------ | -------------- | --------------------------------------- |
| Degla herrgård (Degla 1:1)                       | Herrgård, säteri (1 byggnad)   | 1804   |          | Lommaryd | 57.93917, 14.74533 |                | Ladda upp en till bild av denna byggnad |
| Idelunds möbelfabrik (Nöbbele 1:2, 1:4 och 1:18) | Industrianläggning (1 byggnad) | 1910   |          | Lommaryd | 57.88552, 14.76158 |                | Ladda upp en till bild av denna byggnad |

## Eksjö kommun
| Namn                                                                                        | Ursprunglig funktion                                 | Byggår                      | Arkitekt     | Plats                   | Läge               | Anläggnings-ID | Bild                                                                      |
| ------------------------------------------------------------------------------------------- | ---------------------------------------------------- | --------------------------- | ------------ | ----------------------- | ------------------ | -------------- | ------------------------------------------------------------------------- |
| Albert Engström-museet, Husarmuseet (Eksjö museum) (Kopparslagaren 2; f.d. 4)               | Garveri (3 byggnader)                                | 1900                        |              | Eksjö                   | 57.66949, 14.97061 |                | Se fler bilder av denna byggnad · Ladda upp en till bild av denna byggnad |
| Apotekarvillan (Magistern 6)                                                                | Bostadshus (1 byggnad)                               | 1922                        |              | Eksjö                   | 57.66926, 14.97341 |                | Ladda upp en bild av denna byggnad                                        |
| Aschanska gården (Pukagården) (Guldsmeden 2)                                                | Borgargård (4 byggnader)                             | 1600-talets slut?           |              | Eksjö                   | 57.66768, 14.97096 |                | Se fler bilder av denna byggnad · Ladda upp en till bild av denna byggnad |
| Aschanska stallet (Vaxblekaren 11; f.d. Vaxblekaren 4, Vaxblekaren 7)                       | Borgargård (2 byggnader)                             | 1600-talets slut            |              | Eksjö                   | 57.66778, 14.97139 |                | Se fler bilder av denna byggnad · Ladda upp en till bild av denna byggnad |
| Biografbyggnaden (Boktryckaren 15)                                                          | Biograf (1 byggnad)                                  | 1916                        |              | Eksjö                   | 57.66740, 14.96995 |                | Se fler bilder av denna byggnad · Ladda upp en till bild av denna byggnad |
| Boktryckaren 1 (Boktryckaren 1)                                                             | Borgargård,Tryckeri (2 byggnader)                    | 1876                        |              | Eksjö                   | 57.66723, 14.96991 |                | Se fler bilder av denna byggnad · Ladda upp en till bild av denna byggnad |
| Boktryckaren 2 (Boktryckaren 2)                                                             | Borgargård (1 byggnad)                               | 1878                        |              | Eksjö                   | 57.66753, 14.96989 |                | Ladda upp en till bild av denna byggnad                                   |
| Boktryckaren 3 (Trollegården)                                                               | Borgargård (1 byggnad)                               | 1700-talet                  |              | Eksjö                   | 57.66768, 14.96982 |                | Se fler bilder av denna byggnad · Ladda upp en till bild av denna byggnad |
| Boktryckaren 4 (Boktryckaren 4)                                                             | Bostadshus (1 byggnad)                               | 1800-talets andra hälft     |              | Eksjö                   | 57.66781, 14.96973 |                | Ladda upp en bild av denna byggnad                                        |
| Boktryckaren 5 (Heidemanska gården)                                                         | Borgargård (2 byggnader)                             | 1700-talet                  |              | Eksjö                   | 57.66793, 14.96948 |                | Se fler bilder av denna byggnad · Ladda upp en till bild av denna byggnad |
| Boktryckaren 6 (Nordströmska gården)                                                        | Borgargård (3 byggnader)                             | 1800-talets början          |              | Eksjö                   | 57.66805, 14.96938 |                | Se fler bilder av denna byggnad · Ladda upp en till bild av denna byggnad |
| Boktryckaren 9 (Boktryckaren 9)                                                             | Borgargård (1 byggnad)                               | 1800-talets andra hälft     |              | Eksjö                   | 57.66837, 14.96938 |                | Se fler bilder av denna byggnad · Ladda upp en till bild av denna byggnad |
| Boktryckaren 10 (Boktryckaren 10)                                                           | Borgargård (1 byggnad)                               | 1700-talet                  |              | Eksjö                   | 57.66843, 14.96933 |                | Se fler bilder av denna byggnad · Ladda upp en till bild av denna byggnad |
| Boktryckaren 13 (Boktryckaren 13)                                                           | Borgargård (1 byggnad)                               | 1600-talets slut            |              | Eksjö                   | 57.66830, 14.96942 |                | Se fler bilder av denna byggnad · Ladda upp en till bild av denna byggnad |
| Brännerigården (Brännerigården 7)                                                           | Bränneri, borgargård,Hantverkargård (1 byggnad)      | 1600-talets slut            |              | Eksjö                   | 57.66858, 14.97058 |                | Se fler bilder av denna byggnad · Ladda upp en till bild av denna byggnad |
| Brännerigården 1 (Brännerigården 1)                                                         | Borgargård (4 byggnader)                             | 1750                        |              | Eksjö                   | 57.66903, 14.97040 |                | Se fler bilder av denna byggnad · Ladda upp en till bild av denna byggnad |
| Brännerigården 6 (Brännerigården 6)                                                         | Borgargård (1 byggnad)                               | 1885                        |              | Eksjö                   | 57.66845, 14.97072 |                | Se fler bilder av denna byggnad · Ladda upp en till bild av denna byggnad |
| Cicelör Lundins gård (Ciselören 2; f.d. Cicelören 2)                                        | Borgargård (4 byggnader)                             | 1900                        |              | Eksjö                   | 57.66860, 14.97011 |                | Se fler bilder av denna byggnad · Ladda upp en till bild av denna byggnad |
| Ciselören 3 (Ciselören 3; f.d. Cicelören 3)                                                 | Borgargård (4 byggnader)                             | 1700-talet                  |              | Eksjö                   | 57.66871, 14.97000 |                | Se fler bilder av denna byggnad · Ladda upp en till bild av denna byggnad |
| Ciselören 4 (Ciselören 4; f.d. Cicelören 4)                                                 | Borgargård (4 byggnader)                             | 1800-talets början          |              | Eksjö                   | 57.66883, 14.96990 |                | Ladda upp en till bild av denna byggnad                                   |
| Johan Björns gård (Ciselören 5; f.d. Cicelören 5)                                           | Borgargård (4 byggnader)                             | 1842                        |              | Eksjö                   | 57.66894, 14.96980 |                | Se fler bilder av denna byggnad · Ladda upp en till bild av denna byggnad |
| Ciselören 6 (Ciselören 6; f.d. Cicelören 6)                                                 | Borgargård (1 byggnad)                               | 1800-talets slut            |              | Eksjö                   | 57.66905, 14.96960 |                | Se fler bilder av denna byggnad · Ladda upp en till bild av denna byggnad |
| Eksjö Garnison med Officerspaviljongen Trianon (Lunnagård 1:1)                              | Kasernetablissemang (20 byggnader)                   | 1906                        |              | Eksjö                   | 57.67857, 14.96713 |                | Ladda upp en bild av denna byggnad                                        |
| Flathult 1:4 (Flathult 1:4)                                                                 | Bondgård (3 byggnader)                               | 1890-talet                  |              | Landsbygd utanför Eksjö | 57.70646, 15.05125 |                | Ladda upp en bild av denna byggnad                                        |
| Fornminnesgården (Kopparslagaren 2)                                                         | Borgargård,Hantverkargård (1 byggnad)                | 1620                        |              | Eksjö                   | 57.66920, 14.96977 |                | Se fler bilder av denna byggnad · Ladda upp en till bild av denna byggnad |
| Forssellska gården (Ciselören 1; f.d. Cicelören 1) (byggnaden brann ner till grunden 2015.) | Borgargård (4 byggnader)                             | 1700-talet                  |              | Eksjö                   | 57.66844, 14.97027 |                | Se fler bilder av denna byggnad · Ladda upp en till bild av denna byggnad |
| Gamla Färgeriet, Färgaregården (Färgaren 3 [del av] och stadsäga 400)                       | Borgargård,Hantverkargård (2 byggnader)              | 1800-talets början          |              | Eksjö                   | 57.66904, 14.96874 |                | Ladda upp en till bild av denna byggnad                                   |
| Färgaren 3 fd. magasinbyggnad (Färgaren 3)                                                  | Borgargård,Handelsgård (inga registrerade byggnader) | 1900                        |              | Eksjö                   | 57.66872, 14.96881 |                | Ladda upp en till bild av denna byggnad                                   |
| Färgaren 3, Peder Skomakares gård (Falleniuska gården) (Färgaren 3 [del av])                | Borgargård,Hantverkargård (1 byggnad)                | 1600-talet                  |              | Eksjö                   | 57.66876, 14.96903 |                | Se fler bilder av denna byggnad · Ladda upp en till bild av denna byggnad |
| Gatumarken i den norra stadskärnan i Eksjö (Gamla stan 1:1)                                 | Gatumark (inga registrerade byggnader)               | 1600-talet                  |              | Eksjö                   | 57.66826, 14.97010 |                | Se fler bilder av denna byggnad · Ladda upp en till bild av denna byggnad |
| Gelbgjutaren 3 (Gelbgjutaren 3)                                                             | Borgargård (3 byggnader)                             | 1700-talets slut            |              | Eksjö                   | 57.67027, 14.96926 |                | Ladda upp en till bild av denna byggnad                                   |
| Guldsmeden 3 (Guldsmeden 3)                                                                 | Borgargård (4 byggnader)                             | 1700-talets slut            |              | Eksjö                   | 57.66791, 14.97073 |                | Ladda upp en bild av denna byggnad                                        |
| Guldsmedsgården (Guldsmeden 1)                                                              | Borgargård (3 byggnader)                             | 1700-talet                  |              | Eksjö                   | 57.66750, 14.97112 |                | Se fler bilder av denna byggnad · Ladda upp en till bild av denna byggnad |
| Handskmakaren 5 (Handskmakaren 5; f.d. 3)                                                   | Borgargård (1 byggnad)                               | 1840                        |              | Eksjö                   | 57.67057, 14.96867 |                | Ladda upp en bild av denna byggnad                                        |
| Hässleby sanatorium (Hässleby 2:2)                                                          | sanatorium(7 byggnader)                              | 1901                        | Axel Kumlien | Mariannelund            | 57.62886, 15.56939 |                | Se fler bilder av denna byggnad · Ladda upp en till bild av denna byggnad |
| Julles gjuteri och mekaniska verkstad (Åsmedjan 1; f.d. Mariannelund 9:1 m fl)              | mekanisk verkstad, gjuteri, smedja (5 byggnader)     | 1900                        |              | Mariannelund            | 57.61618, 15.57517 |                | Se fler bilder av denna byggnad · Ladda upp en till bild av denna byggnad |
| Komministern 1 (Komministern 1)                                                             | Borgargård (1 byggnad)                               | 1894                        |              | Eksjö                   | 57.66804, 14.97061 |                | Ladda upp en till bild av denna byggnad                                   |
| Komministern 2 (Komministern 2)                                                             | Borgargård (4 byggnader)                             | 1840-talet                  |              | Eksjö                   | 57.66821, 14.97045 |                | Se fler bilder av denna byggnad · Ladda upp en till bild av denna byggnad |
| Kopparslagaren 2 (Kopparslagaren 2; f.d. Brännerigården 2)                                  | Borgargård,Hantverkargård (1 byggnad)                | 1800-talet                  |              | Eksjö                   | 57.66919, 14.97081 |                | Se fler bilder av denna byggnad · Ladda upp en till bild av denna byggnad |
| Kopparslagaren 3 (Kopparslagaren 3)                                                         | Borgargård (2 byggnader)                             | 1800-talets mitt            |              | Eksjö                   | 57.66905, 14.97004 |                | Se fler bilder av denna byggnad · Ladda upp en till bild av denna byggnad |
| Krukmakaregården (Boktryckaren 7)                                                           | Borgargård (2 byggnader)                             | 1600-talet eller 1700-talet |              | Eksjö                   | 57.66818, 14.96936 |                | Ladda upp en till bild av denna byggnad                                   |
| Krusagården (Färgaren 4)                                                                    | Borgargård,Handelsgård (1 byggnad)                   | 1600-talet                  |              | Eksjö                   | 57.66914, 14.96933 |                | Se fler bilder av denna byggnad · Ladda upp en till bild av denna byggnad |
| Melanderska gården (Vaxblekaren 11)                                                         | Borgargård,Handelsgård (2 byggnader)                 | 1600-talets slut            |              | Eksjö                   | 57.66766, 14.97166 |                | Se fler bilder av denna byggnad · Ladda upp en till bild av denna byggnad |
| Rektorsgården (Rektorn 1)                                                                   | Borgargård (2 byggnader)                             | 1729 eller tidigare         |              | Eksjö                   | 57.66816, 14.96987 |                | Ladda upp en till bild av denna byggnad                                   |
| Societeten 2 (Societeten 2)                                                                 | Borgargård (1 byggnad)                               | 1902                        |              | Eksjö                   | 57.66834, 14.96961 |                | Ladda upp en till bild av denna byggnad                                   |
| Societetshuset Societeten 1                                                                 | Societetshus (1 byggnad)                             | 1830                        |              | Eksjö                   | 57.66872, 14.96947 |                | Se fler bilder av denna byggnad · Ladda upp en till bild av denna byggnad |
| Stora Torget, Banken 2 (Banken 2)                                                           | Borgargård,Torg (2 byggnader)                        | 1860                        |              | Eksjö                   | 57.66652, 14.97215 |                | Ladda upp en bild av denna byggnad                                        |
| Stora Torget, Borgen 1 (Borgen 1)                                                           | Borgargård (1 byggnad)                               | 1860                        |              | Eksjö                   | 57.66646, 14.97148 |                | Se fler bilder av denna byggnad · Ladda upp en till bild av denna byggnad |
| Stora Torget, Borgen 2 (Borgen 2)                                                           | Borgargård,Handelsgård (4 byggnader)                 | 1857                        |              | Eksjö                   | 57.66636, 14.97102 |                | Se fler bilder av denna byggnad · Ladda upp en till bild av denna byggnad |
| Stora Torget, Borgen 3 (Borgen 3)                                                           | Borgargård (2 byggnader)                             | 1864                        |              | Eksjö                   | 57.66637, 14.97057 |                | Se fler bilder av denna byggnad · Ladda upp en till bild av denna byggnad |
| Stora Torget, Borgen 4 (Borgen 4)                                                           | Borgargård (2 byggnader)                             | 1860                        |              | Eksjö                   | 57.66622, 14.97043 |                | Se fler bilder av denna byggnad · Ladda upp en till bild av denna byggnad |
| Stora Torget, Rådhuset 1 (Rådhuset 1)                                                       | Rådhus,Hotell,Stadshotell (1 byggnad)                | 1857                        |              | Eksjö                   | 57.66684, 14.96994 |                | Se fler bilder av denna byggnad · Ladda upp en till bild av denna byggnad |
| Stora Torget, Torget (Gamla stan 1:2)                                                       | Torg,Gatumark (inga registrerade byggnader)          | 1857                        |              | Eksjö                   | 57.66691, 14.97070 |                | Se fler bilder av denna byggnad · Ladda upp en till bild av denna byggnad |
| Tigern 1 (Tigern 1)                                                                         | Borgargård (3 byggnader)                             | 1860                        |              | Eksjö                   | 57.66610, 14.97325 |                | Ladda upp en bild av denna byggnad                                        |
| Tigern 2 (Tigern 2)                                                                         | Borgargård (3 byggnader)                             | 1877                        |              | Eksjö                   | 57.66586, 14.97344 |                | Ladda upp en till bild av denna byggnad                                   |
| Vaxblekaren 1 (Fagerbergska gården) (Vaxblekaren 1)                                         | Borgargård,Handelsgård (2 byggnader)                 | 1844                        |              | Eksjö                   | 57.66832, 14.97096 |                | Se fler bilder av denna byggnad · Ladda upp en till bild av denna byggnad |
| Vaxblekaren 10 (Vaxblekaren 10)                                                             | Borgargård (1 byggnad)                               | 1830-talet                  |              | Eksjö                   | 57.66840, 14.97125 |                | Ladda upp en bild av denna byggnad                                        |
| Vaxblekargården (Vaxblekaren 2,12 och 13)                                                   | Borgargård,Hantverkargård (4 byggnader)              | 1700-talet                  |              | Eksjö                   | 57.66814, 14.97111 |                | Se fler bilder av denna byggnad · Ladda upp en till bild av denna byggnad |
| Villa Solvändan (Lokföraren 2)                                                              | Bostadshus                                           | 1924                        |              | Mariannelund            | koordinater saknas |                | Ladda upp en bild av denna byggnad                                        |
| Villa Lustigkulle (Lustigkulle 5; f.d. Stg 587)                                             | Bostadshus (1 byggnad)                               | 1896                        |              | Eksjö                   | 57.65753, 14.97337 |                | Ladda upp en bild av denna byggnad                                        |
| Vinskänken 2 (Vinskänken 2)                                                                 | Borgargård,Handelsgård (1 byggnad)                   | 1600-talets slut            |              | Eksjö                   | 57.66748, 14.97065 |                | Se fler bilder av denna byggnad · Ladda upp en till bild av denna byggnad |
| Vinskänken 3 (Vinskänken 3)                                                                 | Borgargård (1 byggnad)                               | 1700-talets början          |              | Eksjö                   | 57.66733, 14.97046 |                | Se fler bilder av denna byggnad · Ladda upp en till bild av denna byggnad |
| Winrothska gården (Garvaren 5)                                                              | Borgargård,Hantverkargård (2 byggnader)              | 1700-talet                  |              | Eksjö                   | 57.66950, 14.96960 |                | Se fler bilder av denna byggnad · Ladda upp en till bild av denna byggnad |
| Ägergöls skola (Ägersgöl 1:11)                                                              | Skola,Folkskola (2 byggnader)                        | 1915                        |              | Hult                    | 57.67771, 15.13032 |                | Ladda upp en till bild av denna byggnad                                   |

## Gislaveds kommun
| Namn                                                  | Ursprunglig funktion                      | Byggår | Arkitekt                  | Plats      | Läge               | Anläggnings-ID | Bild                                    |
| ----------------------------------------------------- | ----------------------------------------- | ------ | ------------------------- | ---------- | ------------------ | -------------- | --------------------------------------- |
| Hökabo soldattorp (Häljarp 1:7)                       | Torp,Soldattorp (1 byggnad)               | 1710   |                           | Kållerstad | 57.11482, 13.61333 |                | Ladda upp en till bild av denna byggnad |
| Norra Hestra hembygdsgård (Norra Hestra Kyrkobol 1:7) | Skola,Folkskola,Sockenstuga (3 byggnader) | 1862   |                           | Hestra     | 57.43831, 13.58731 |                | Ladda upp en till bild av denna byggnad |
| Västbo härads tingshus (Ölmestad 8:9)                 | Tingshus,Arkiv (1 byggnad)                | 1903   | byggmästare John Johnsson | Reftele    | 57.17528, 13.59147 |                | Ladda upp en till bild av denna byggnad |
| Nybron över Nissan (Båraryd by)                       | Bro (1 byggnad)                           | 1914   |                           | Båraryd    | 57.34129, 13.55409 |                | Ladda upp en bild av denna byggnad      |

## Gnosjö kommun
| Namn                                  | Ursprunglig funktion              | Byggår | Arkitekt | Plats                    | Läge               | Anläggnings-ID | Bild                                                                      |
| ------------------------------------- | --------------------------------- | ------ | -------- | ------------------------ | ------------------ | -------------- | ------------------------------------------------------------------------- |
| Bårebo missionshus (Bårebo 1:18)      | Frikyrka (1 byggnad)              | 1906   |          | Landsbygd utanför Gnosjö | 57.30940, 13.75344 |                | Se fler bilder av denna byggnad · Ladda upp en till bild av denna byggnad |
| Hylténs metallvarufabrik (Gårö 1:270) | Industrianläggning (11 byggnader) | 1914   |          | Gnosjö                   | 57.34121, 13.73551 |                | Se fler bilder av denna byggnad · Ladda upp en till bild av denna byggnad |

## Habo kommun
| Namn | Ursprunglig funktion | Byggår | Arkitekt | Plats | Läge | Anläggnings-ID | Bild |
| ---- | -------------------- | ------ | -------- | ----- | ---- | -------------- | ---- |

## Jönköpings kommun
| Namn                                                                      | Ursprunglig funktion                           | Byggår            | Arkitekt                               | Plats                                                  | Läge               | Anläggnings-ID | Bild                                                                      |
| ------------------------------------------------------------------------- | ---------------------------------------------- | ----------------- | -------------------------------------- | ------------------------------------------------------ | ------------------ | -------------- | ------------------------------------------------------------------------- |
| Automobilpalatset, Jönköping (Harpan 2                                    | Parkeringshus,Garage (1 byggnad)               | 1930              | Birger Lindström                       | Jönköping (Trädgårdsgatan / Skolgatan)                 | 57.78261, 14.16129 |                | Se fler bilder av denna byggnad · Ladda upp en till bild av denna byggnad |
| Björnebergs gård (Björneberg 1:1, Siggarp Södergård 1:1 och Norrgård 2:1) | Herrgård,Säteri (9 byggnader)                  | 1766              |                                        | Jönköping (Gamla Falköpingsvägen)                      | 57.81026, 14.12627 |                | Se fler bilder av denna byggnad · Ladda upp en till bild av denna byggnad |
| Brahe 10 i Gränna                                                         | Borgargård (1 byggnad)                         | 1850-talet        |                                        | Gränna (Brahegatan)                                    | 58.02088, 14.46556 |                | Se fler bilder av denna byggnad · Ladda upp en till bild av denna byggnad |
| Eklundshovs vattenverk och intagsbrunn (Kortebo 2:4 (del av) och 2:171)   | Vattenverk (2 byggnader)                       | 1932              | Göran Pauli                            | Jönköping                                              | 57.81829, 14.15548 |                | Se fler bilder av denna byggnad · Ladda upp en till bild av denna byggnad |
| Franckska gården i Gränna (Hjorten 3)                                     | Borgargård (1 byggnad)                         | 1660              |                                        | Gränna (Brahegatan)                                    | 58.02191, 14.46675 |                | Se fler bilder av denna byggnad · Ladda upp en till bild av denna byggnad |
| Fågelmuseet (Skänkeberg 1:1; f.d. stadsäga 825)                           | Museum (1 byggnad)                             | 1914              | Oskar Öberg                            | Jönköping (Stadsparken)                                | 57.78144, 14.14468 |                | Se fler bilder av denna byggnad · Ladda upp en till bild av denna byggnad |
| Gamla Braheskolan (Kumlaby 10:1)                                          | Skola,Tingshus (1 byggnad)                     | 1663              |                                        | Visingsö                                               | 58.05355, 14.34653 |                | Se fler bilder av denna byggnad · Ladda upp en till bild av denna byggnad |
| Gamla länsresidenset, Jönköping (Blixten 7; f.d. Blixten 1)               | Residens (1 byggnad)                           | 1790 eller senare |                                        | Jönköping (Östra Storgatan 59)                         | 57.78162, 14.18283 |                | Se fler bilder av denna byggnad · Ladda upp en till bild av denna byggnad |
| Gamla polishuset i Jönköping (Götaland 5; f.d. Guvernören 1)              | Polishus (1 byggnad)                           | 1937              | Göran Pauli                            | Jönköping                                              | 57.77998, 14.16597 |                | Ladda upp en till bild av denna byggnad                                   |
| Gamla rådhuset, Jönköping (Antiken 1)                                     | Rådhus (1 byggnad)                             | 1699              |                                        | Jönköping (Hovrättstorget)                             | 57.78173, 14.17567 |                | Se fler bilder av denna byggnad · Ladda upp en till bild av denna byggnad |
| Gränna pedagogi (Brahe 2)                                                 | Skola (1 byggnad)                              | 1780-talet        |                                        | Gränna (Brahegatan)                                    | 58.02098, 14.46568 |                | Se fler bilder av denna byggnad · Ladda upp en till bild av denna byggnad |
| Gränna prästgård (Biskopen 10; f.d. stadsägoområde 37 och 38)             | Boställe,Prästgård (13 byggnader)              | 1804              |                                        | Gränna (Brahegatan)                                    | 58.02125, 14.46365 |                | Se fler bilder av denna byggnad · Ladda upp en till bild av denna byggnad |
| Gunillabergs herrgård (Gunillaberg 1:7; f.d. Gunillaberg med Tykåsen 1:7) | Herrgård,Säteri (4 byggnader)                  | 1660-talet        |                                        | Bottnaryd                                              | 57.75704, 13.81847 |                | Se fler bilder av denna byggnad · Ladda upp en till bild av denna byggnad |
| Göta hovrätts tidigare byggnad (Arkivet 1)                                | Hovrätt (2 byggnader)                          | 1655              |                                        | Jönköping (Hovrättstorget)                             | 57.78105, 14.17598 |                | Se fler bilder av denna byggnad · Ladda upp en till bild av denna byggnad |
| Hallska gården i Gränna (Välviljan 6)                                     | Borgargård (7 byggnader)                       | 1837              |                                        | Gränna                                                 | 58.02188, 14.46560 |                | Se fler bilder av denna byggnad · Ladda upp en till bild av denna byggnad |
| Hotell Brahe (Välviljan 4)                                                | Gästgivargård,Rådhus (1 byggnad)               | 1806              |                                        | Gränna (Brahegatan)                                    | 58.02133, 14.46547 |                | Se fler bilder av denna byggnad · Ladda upp en till bild av denna byggnad |
| Klockaregården, Jönköping (Bikten 1; f.d. Björnen 1)                      | Boställe,Klockargård (5 byggnader)             | 1791              |                                        | Jönköping (Östra Storgatan)                            | 57.78194, 14.18035 |                | Se fler bilder av denna byggnad · Ladda upp en till bild av denna byggnad |
| Kungsladorna i Visingsö kronopark (Visingsborg 3:1 (del av))              | Kungsgård (3 byggnader)                        | 1729              |                                        | Visingsö                                               | 58.03609, 14.34627 |                | Ladda upp en till bild av denna byggnad                                   |
| Lyckås herrgård (Lyckås 2:1 och 2:5)                                      | Herrgård,Säteri (5 byggnader)                  | 1863              |                                        | Skärstad                                               | 57.88043, 14.34929 |                | Se fler bilder av denna byggnad · Ladda upp en till bild av denna byggnad |
| Millqvistska gården och klockgjutaregården (Bikten 10; f.d. Björnen 10)   | Boställe,Klockargård, borgargård (3 byggnader) | 1790              |                                        | Jönköping (Östra Storgatan)                            | 57.78174, 14.18083 |                | Se fler bilder av denna byggnad · Ladda upp en till bild av denna byggnad |
| Museigatan 3 och 5, Jönköping (Dolken 11)                                 | Borgargård (2 byggnader)                       | 1857              |                                        | Jönköping (Museigatan 3 och 5)                         | 57.78080, 14.17667 |                | Se fler bilder av denna byggnad · Ladda upp en till bild av denna byggnad |
| Remma by (Remma 1:2)                                                      | Bysamfällighet (4 byggnader)                   | 1856              |                                        | Norra Unnaryd                                          | 57.58861, 13.77443 |                | Se fler bilder av denna byggnad · Ladda upp en till bild av denna byggnad |
| Residenset i Jönköping (Gullvivan 17)                                     | Residens (2 byggnader)                         | 1886              | Johan Fredrik Åbom och Herman Holmgren | Jönköping (Skolgatan)                                  | 57.78164, 14.16609 |                | Se fler bilder av denna byggnad · Ladda upp en till bild av denna byggnad |
| Slottsvillan (Herrgården 2 och stg 62 V)                                  | Bostadshus (1 byggnad)                         | 1896              | Fredrik Sundbärg                       | Huskvarna                                              | 57.78584, 14.28633 |                | Se fler bilder av denna byggnad · Ladda upp en till bild av denna byggnad |
| Strömsbergs gård (Strömsberg 3:3, 3:4; f.d. stadsäga 183 P)               | Herrgård,Säteri (1 byggnad)                    | 1747              |                                        | Ljungarum                                              | 57.75238, 14.18303 |                | Ladda upp en bild av denna byggnad                                        |
| Tändsticksmuseet (Jönköpings tändsticksfabrik 1; f.d. Stg 1212)           | Industrianläggning (1 byggnad)                 | 1848              |                                        | Jönköping (Tändsticksfabriksområdet, Västra Storgatan) | 57.78466, 14.15961 |                | Se fler bilder av denna byggnad · Ladda upp en till bild av denna byggnad |
| Visingsö sockenmagasin (Tunnerstad 26:1)                                  | Sockenmagasin (1 byggnad)                      | 1770              |                                        | Visingsö                                               | 58.04801, 14.34107 |                | Se fler bilder av denna byggnad · Ladda upp en till bild av denna byggnad |
| von Otterska villan i Gränna (Föreningen 1)                               | Bostadshus (1 byggnad)                         | 1870-talet        |                                        | Gränna (Brahegatan)                                    | 58.01975, 14.46423 |                | Se fler bilder av denna byggnad · Ladda upp en till bild av denna byggnad |
| Ängsfors vattenkraftverk (Röret 1:20)                                     | Kraftverk (1 byggnad)                          | 1918              |                                        | Hovslätt                                               | 57.72815, 14.11715 |                | Ladda upp en bild av denna byggnad                                        |
| Örserums gamla skola (Örserum 7:1)                                        | Skola,Folkskola (1 byggnad)                    | 1865              |                                        | Örserum                                                | 58.00928, 14.57146 |                | Se fler bilder av denna byggnad · Ladda upp en till bild av denna byggnad |
| Östanå herrgård (Östanå 1:6 och 1:36)                                     | Herrgård,Säteri (5 byggnader)                  | 1766              |                                        | Gränna socken                                          | 57.96316, 14.50317 |                | Ladda upp en till bild av denna byggnad                                   |

## Mullsjö kommun
| Namn                                       | Ursprunglig funktion             | Byggår           | Arkitekt | Plats    | Läge               | Anläggnings-ID | Bild                                    |
| ------------------------------------------ | -------------------------------- | ---------------- | -------- | -------- | ------------------ | -------------- | --------------------------------------- |
| Bönareds komministerboställe (Bönared 1:1) | Boställe,Prästgård (3 byggnader) | 1600-talets slut |          | Bjurbäck | 57.83547, 13.85077 |                | Ladda upp en bild av denna byggnad      |
| Näs gård (Näs 4:6)                         | Herrgård,Säteri (9 byggnader)    | 1770-talet       |          | Bjurbäck | 57.86186, 13.77907 |                | Ladda upp en till bild av denna byggnad |

## Nässjö kommun
| Namn                                                           | Ursprunglig funktion                 | Byggår | Arkitekt                  | Plats          | Läge               | Anläggnings-ID | Bild                                                                      |
| -------------------------------------------------------------- | ------------------------------------ | ------ | ------------------------- | -------------- | ------------------ | -------------- | ------------------------------------------------------------------------- |
| Bröderna Karlssons köpmangård (Kungsörnen 7; f.d. stg 204-207) | Borgargård,Handelsgård (4 byggnader) | 1902   |                           | Bodafors       | 57.50528, 14.69809 |                | Se fler bilder av denna byggnad · Ladda upp en till bild av denna byggnad |
| Knutstorps herrgård (Knutstorp 2:1)                            | Herrgård,Säteri (1 byggnad)          | 1831   |                           | Flisby         | 57.75953, 14.86291 |                | Se fler bilder av denna byggnad · Ladda upp en till bild av denna byggnad |
| Nässjö lokstall (Nässjö 13:5)                                  | Lokstall (1 byggnad)                 | 1911   |                           | Nässjö         | 57.66114, 14.68395 |                | Se fler bilder av denna byggnad · Ladda upp en till bild av denna byggnad |
| Nässjö stadshus (Örnen 1)                                      | Stadshus (1 byggnad)                 | 1915   | August Ewe och Carl Melin | Nässjö         | 57.65343, 14.69742 |                | Se fler bilder av denna byggnad · Ladda upp en till bild av denna byggnad |
| Villa Sola (Södra Äng 2:2)                                     | Fritidshus,Sommarvilla (6 byggnader) | 1897   |                           | Norra Solberga | 57.67407, 14.85592 |                | Ladda upp en bild av denna byggnad                                        |

## Sävsjö kommun
| Namn | Ursprunglig funktion | Byggår | Arkitekt | Plats | Läge | Anläggnings-ID | Bild |
| ---- | -------------------- | ------ | -------- | ----- | ---- | -------------- | ---- |

## Tranås kommun
| Namn                                              | Ursprunglig funktion          | Byggår     | Arkitekt                       | Plats      | Läge               | Anläggnings-ID | Bild                                                                      |
| ------------------------------------------------- | ----------------------------- | ---------- | ------------------------------ | ---------- | ------------------ | -------------- | ------------------------------------------------------------------------- |
| Adelövs marknadsbodar (Nostorp 5:1)               | Marknadsplats (1 byggnad)     | 1755       |                                | Adelöv     | 58.01425, 14.66831 |                | Se fler bilder av denna byggnad · Ladda upp en till bild av denna byggnad |
| Gripenbergs slott (Gripenberg 4:2)                | Slott (5 byggnader)           | 1666       |                                | Gripenberg | 57.99803, 14.89498 |                | Se fler bilder av denna byggnad · Ladda upp en till bild av denna byggnad |
| Göberga herrgård (Göberga 1:34; f.d. Göberga 1:2) | Herrgård,Säteri (3 byggnader) | 1660-talet |                                | Gripenberg | 58.01029, 14.84682 |                | Se fler bilder av denna byggnad · Ladda upp en till bild av denna byggnad |
| Sionskapellet i Sommen (Rockebro 7:75)            | Kapell (1 byggnad)            | 1918       | byggmästare P. Linnkvist       | Sommen     | 58.13813, 14.96511 |                | Se fler bilder av denna byggnad · Ladda upp en till bild av denna byggnad |
| Tranås stadshus (Stadshuset 1(f.d. Lövstad 1))    | Stadshus (1 byggnad)          | 1953       | Ivar Stål och Adrian Langendal | Tranås     | 58.03286, 14.97866 |                | Se fler bilder av denna byggnad · Ladda upp en till bild av denna byggnad |

## Vaggeryds kommun
| Namn                                            | Ursprunglig funktion                           | Byggår           | Arkitekt | Plats        | Läge               | Anläggnings-ID | Bild                                                                      |
| ----------------------------------------------- | ---------------------------------------------- | ---------------- | -------- | ------------ | ------------------ | -------------- | ------------------------------------------------------------------------- |
| Kvarnabergs fd vagnhjulsmakeri (Kvarnaberg 2:1) | Verkstad (1 byggnad)                           | 1800-talets slut |          | Byarum       | 57.53380, 14.06472 |                | Se fler bilder av denna byggnad · Ladda upp en till bild av denna byggnad |
| Skillingarydslägren (Lägret 1:1)                | Mötes-, exercis- och lägerplats (40 byggnader) | 1865             |          | Skillingaryd | 57.42816, 14.10412 |                | Se fler bilder av denna byggnad · Ladda upp en till bild av denna byggnad |
| Ståha-stugan (Mörkhult 1:9)                     | Bondgård (2 byggnader)                         | 1829             |          | Hagshult     | 57.37096, 14.17900 |                | Ladda upp en bild av denna byggnad                                        |

## Vetlanda kommun
| Namn                                                 | Ursprunglig funktion           | Byggår | Arkitekt                       | Plats    | Läge               | Anläggnings-ID | Bild                                                                      |
| ---------------------------------------------------- | ------------------------------ | ------ | ------------------------------ | -------- | ------------------ | -------------- | ------------------------------------------------------------------------- |
| Noaks ark, f.d. Borohus virkesmagasin (Trishult 5:1) | Industrianläggning (1 byggnad) | 1947   | konstruktion Hilding Brosenius | Landsbro | 57.36196, 14.90390 |                | Ladda upp en bild av denna byggnad                                        |
| Sollinska huset (Trasten 5)                          | Bostadshus (1 byggnad)         | 1903   |                                | Vetlanda | 57.42499, 15.08210 |                | Ladda upp en bild av denna byggnad                                        |
| Stenmagasinet i Ädelfors (Repperda 3:22)             | Bruk (1 byggnad)               | 1869   |                                | Ädelfors | 57.41386, 15.31949 |                | Se fler bilder av denna byggnad · Ladda upp en till bild av denna byggnad |
| Svedbomska villan (Felsteget 8)                      | Bostadshus (1 byggnad)         | 1916   | J. Nikl. Norman                | Vetlanda | 57.42768, 15.08859 |                | Ladda upp en bild av denna byggnad                                        |
| Wallby säteri (Vallby 1:1) Byggnadsminnet hävt       | Säteri (2 byggnader)           | 1846   |                                | Skirö    | 57.36081, 15.37528 |                | Se fler bilder av denna byggnad · Ladda upp en till bild av denna byggnad |

## Värnamo kommun
| Namn                                         | Ursprunglig funktion                | Byggår     | Arkitekt       | Plats   | Läge               | Anläggnings-ID | Bild                                                                      |
| -------------------------------------------- | ----------------------------------- | ---------- | -------------- | ------- | ------------------ | -------------- | ------------------------------------------------------------------------- |
| Apeln 1 (Apeln 1)                            | Utställningslokal                   | 1922       |                | Värnamo | koordinater saknas |                | Ladda upp en bild av denna byggnad                                        |
| Bruno Mathssons fabriksbyggnad (Drabanten 4) | Industrianläggning                  | 1950       |                | Värnamo | koordinater saknas |                | Ladda upp en till bild av denna byggnad                                   |
| Bruno Mathssons villa (Rolstorp 5:4)         | Bostadshus (1 byggnad)              | 1965       | Bruno Mathsson | Tånnö   | 57.06516, 14.03980 |                | Ladda upp en till bild av denna byggnad                                   |
| Eds herrgård (Ed 1:33)                       | Herrgård (7 byggnader)              | 1790-talet |                | Voxtorp | 57.08476, 14.16957 |                | Se fler bilder av denna byggnad · Ladda upp en till bild av denna byggnad |
| Hörle herrgård (Hörle 2:1)                   | Herrgård, bruksherrgård (1 byggnad) | 1746       |                | Hörle   | 57.26384, 14.05779 |                | Ladda upp en till bild av denna byggnad                                   |
| Moens gård (Hindsekind 1:13)                 | Bondgård (6 byggnader)              | 1884       |                | Fryele  | 57.17600, 14.25315 |                | Se fler bilder av denna byggnad · Ladda upp en till bild av denna byggnad |
| Åminne bruk (Helmershus 6:52 o 6:53)         | Gjuteri, bruk (5 byggnader)         | 1900       |                | Åminne  | 57.12456, 14.01055 |                | Se fler bilder av denna byggnad · Ladda upp en till bild av denna byggnad |